# Taht Essour
Taht Essour (arabe : جماعة تحت السور), signifiant « sous les remparts » en français, est un groupe d'intellectuels tunisiens de l'entre-deux-guerres, provenant de toutes disciplines, qui se réunissaient dans un café homonyme situé dans le quartier populaire de Bab Souika (contre les remparts de la médina de Tunis).

Le poète Tahar Bekri le décrit en ces termes : 
« Chansonniers, journalistes, libres-penseurs, anticonformistes, désargentés, pessimistes et désespérés de leur état mais qui se vengeaient de l'adversité par l'ironie et l'humour noir [...], rien n'échappait à leur regard satirique, déjouant par le rire la déchéance sociale et l'injustice de l'histoire. »
Il comprenait notamment Moustapha Amine, Habib Cheikhrouhou, Mohamed Arbi, Abou el Kacem Chebbi, Tahar Haddad, Abdelaziz El Aroui, Abderrazak Karabaka, Mustapha Khraïef, Hédi Jouini, Hédi Laâbidi, Zine el-Abidine Snoussi et Khemaïs Tarnane ainsi qu'Ali Douagi qui raconta la vie du groupe dans l'une de ses œuvres. Le groupe compte aussi Yahia Turki qui deviendra l'un des fondateurs de l'École de Tunis.
Le groupe permet aux Tunisiens de surpasser leur « nature byzantine de communication » : on y trouve ainsi l'écrivain, le poète, le musicien, l'artiste, le dramatique, le mélancolique ainsi que le comique. C'est un mélange complètement hétérogène qui se dissout pour devenir parfaitement homogène.